# Zonale Modelle der Biogeographie
Unter dem Oberbegriff Zonale Modelle der Biogeographie kann man die zonalen Modelle der Bio- und Geowissenschaften zusammenfassen, die die Landoberfläche der Erde in abgegrenzte, zusammenhängende und etwa auf den gleichen Breitengraden vorkommenden Großlandschaften mit verschiedenen ökologischen Merkmalskombinationen gliedern.

## Grundlagen
Grundlage sind die Klimazonen, die von den Tropen bis zu den beiden polaren Zonen wie Gürtel um die Erde liegen. Sie sind in den meisten Fällen die primäre Ursache für die unterschiedlichen Ökosysteme der Erde. Vor diesem Hintergrund ist es grundsätzlich möglich, ähnlich geartete Landschaften sinnvoll voneinander abzugrenzen, so dass eine überschaubare Anzahl biogeografischer Zonen der Erde entsteht, in deren Anordnung sich die Abfolge der Klimazonen in etwa widerspiegelt. Allerdings durchbrechen die Höhenstufen der Gebirge und andere extrazonale Florenräume die zonale Gliederung, so dass in der Literatur häufiger von Pflanzenformationen oder biogeografischen Regionen (Biome) statt von Zonen gesprochen wird: Biogeographische Modelle, die keinen direkten Bezug zum Klima haben (wie z. B. das Floren- oder Faunenreich) sind keine zonalen Modelle.

## Hintergründe und Abgrenzungsproblematik
Eine Abgrenzung zonaler Landschaften oder Höhenstufen gilt als ein komplexes Unterfangen; mit ihm haben sich viele Forscher befasst (vor allem seit dem 18. Jahrhundert). Dabei entstanden etliche wissenschaftliche Modelle (Versuche, die realen Gegebenheiten stark vereinfacht, möglichst übersichtlich und doch so präzise wie möglich darzustellen). Einige umfassen nur wenige Parameter; andere sehr viele.
Wenn der Maßstab eines Modells sehr groß ist, wie das bei den großen weltumspannenden Zonen der Fall ist, wird die Darstellung der Ergebnisse trotz der unterschiedlichen Anzahl der verwendeten Parameter immer ähnlicher, auch im Vergleich von Karten von Vegetationszonen, Zonobiomen oder Ökozonen. Dem gegenüber stehen die Unterschiede, die man feststellen kann, wenn man verschiedene Karten des gleichen Modells betrachtet: Zwar legen die Autoren selber fest, welche Zonenanzahl ihnen sinnvoll erscheint, es kommt ganz entscheidend hinzu, dass die Übergänge zwischen den Zonen in der Realität selten einer scharf gezogenen Grenze entsprechen. Die Grenzziehungen sind daher relativ willkürlich; je nach Folgeautor oder Anwendungsgebieten weichen sie etwas ab.
Die meisten Modelle bilden einen potenziellen Zustand der Erde ab, der sich einfinden würde, wenn die menschlichen Aktivitäten seit Beginn der Industrialisierung – die massiv auf die natürlichen Gegebenheiten einwirken – nicht existieren würden. Die beiden Geobotaniker Walter und Breckle wiesen Anfang der 1980er Jahre darauf hin, dass sich die zonale Gliederung der Erde in einigen, über lange Zeiträume genutzten Gebieten nur noch aus Relikten der natürlichen Vegetation erschließen lässt; die fortschreitende Naturzerstörung führe dazu, dass man die ursprünglichen Verhältnisse bald kaum noch rekonstruieren könne. Einen besonders großen Einfluss hatte und hat die globale Erwärmung.
Neben klassischen Modellen gibt es moderne, Satellitendaten nutzende Konzepte, die auch anthropogene Landschaftsgesellschaften und -prägungen darstellen.

## Systematik
Es existiert eine Vielfalt von Begriffen, die häufig synonym verwendet werden. Wie in jeder Wissenschaft kommt es vor, dass ein Begriff in verschiedenen Fachsprachen mehr oder weniger stark abweichende Bedeutungen hat, dass verschiedene Professoren einen Begriff enger oder weiter fassen und dass Begriffe im Laufe der Zeit umgedeutet bzw. umdefiniert werden.
Beispiele:
- Vegetationszone (Potenzielle Vegetation) – August Grisebach, Oscar Drude, Michael Richter, Robert Whittaker. Florenzone – Hermann Meusel, Eckehart Johannes Jäger und Klaus Werner. Naturzone – Wassili Wassiljewitsch Dokutschajew. Landschaftsgürtel – Siegfried Passarge. Life Zones – Leslie Holdridge.
- Zonobiom (Jahreszeitenklimate, potenzielle Vegetation) – Heinrich Walter und Siegmar-Walter Breckle. Landbiomzone – Peter Haggett. Bioregion – Georg Tischler. Landschaftszone – Hans-Ulrich Bender, Frithjof Altemüller, A. J. Herbertson, Otto Maull.
- Ökozone (Jahreszeitenklimate, Ökosysteme, Böden, Landnutzung) – Jürgen Schultz. Geoökologische Zone – Müller-Hohenstein. Ecozones – FAO. Biogeographische Region – Europäische Union

## Verschiebung der biogeographischen Zonen durch den Klimawandel

Animation: Prognostizierte Verschiebung der Klimazonen nach dem „Worst Case-Szenario“ des IPCC. Legende und Erläuterungen im Hauptartikel → Folgen der globalen Erwärmung

Die derzeit stattfindende, vom Menschen verursachte globale Erwärmung wird zweifellos im Laufe der kommenden Jahrzehnte zu einer Verschiebung der Klimazonen und damit auch der Landschaftszonen führen. In der Regel wird es sich um eine Nordverschiebung (bzw. Höhenverschiebung der Höhenstufen) handeln. Nach Mitteilung des BMBF 1990 wird eine Erhöhung der Temperatur pro Grad Celsius eine Verschiebung der Klimazonen um 100 bis 200 km bewirken.
Mit großer Wahrscheinlichkeit gehen dabei wichtige Lebensräume wie Feuchtgebiete, Tundren, hochalpine und Inselbiotope verloren. In den borealen und tropischen Wäldern ist mit einer deutlichen Häufung von Waldbränden zu rechnen. Der Wasserhaushalt vieler Landschaftszonen wird sich verändern. Die Wüsten werden sich weiter ausbreiten. Wärmeliebende Mikroben der tropischen und subtropischen Landschaftszonen werden sich nach Norden ausbreiten, so dass z. B. in Mitteleuropa zukünftig mit Krankheiten wie dem Q-Fieber oder der Malaria zu rechnen ist.
Von der Geschwindigkeit, mit der der Klimawandel stattfindet, hängt es ab, ob bzw. wie gut Lebensgemeinschaften sich anpassen können. Ein rascher Anstieg der Temperaturen um mehrere Grad Celsius wird für die meisten Ökosysteme Folgen haben; diese sind wegen der Komplexität der Systeme schwer vorhersehbar. Als sicher gilt, dass sich das Aussterben von Tier- und Pflanzenpopulationen verstärken wird.

## Beispiel: Ecozones der FAO
Die unten gezeigte Karte der FAO ist ein anschauliches Beispiel für die Einteilung der Erde in biogeographische Zonen (Ecozones ist nicht synonym mit dem deutschen Begriff Ökozonen: Das FAO-Modell ist vielmehr ein eigenständiger Versuch zur Zusammenfassung vieler Vegetationszonen zu einer überschaubareren Anzahl.)

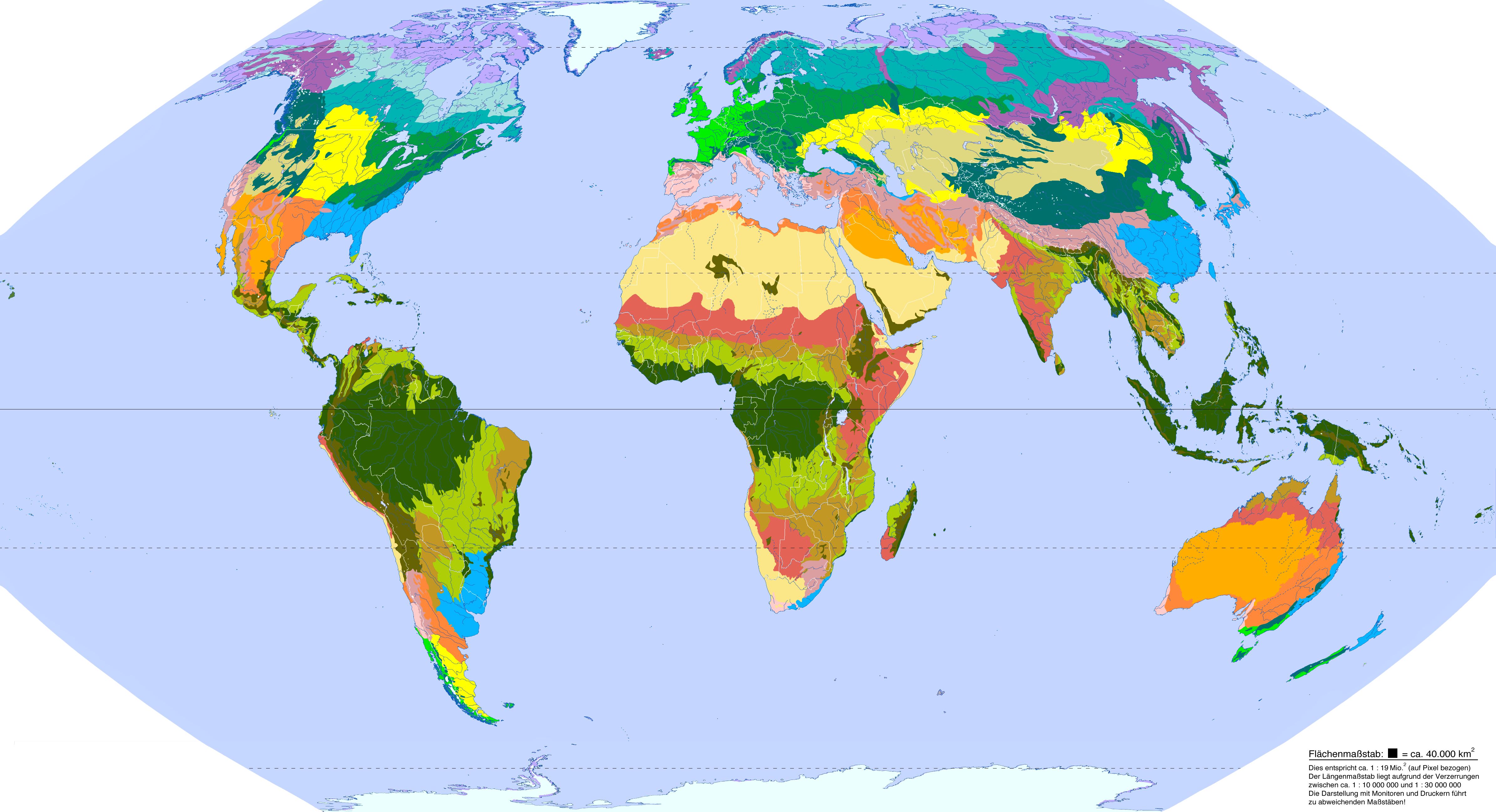
Ecozones der Erde, Entwurf der FAO

(weitgehend flächentreue Eckert VI-Kartenprojektion)
| Polar u. Boreal              | Gemäßigt            | Subtropisch         | Tropisch                 |
| ---------------------------- | ------------------- | ------------------- | ------------------------ |
|  Wüste u. Halbwüste (u. Eis) |  Wüste u. Halbwüste |  Wüste u. Halbwüste |  Wüste u. Halbwüste      |
|  Tundra                      |  Steppe             |  Steppe             |  Strauchsavanne          |
|  Waldtundra                  |  Kontinentaler Wald |  Trockenwald        |  Trockenwald             |
|  Taiga                       |  Ozeanischer Wald   |  Feuchtwald         |  Feuchtwald und -savanne |
|                              |                     |                     |  Regenwald               |
|  Gebirgsvegetation           |  Gebirgsvegetation  |  Gebirgsvegetation  |  Gebirgsvegetation       |

Anmerkung: Die unterschiedlichen Gebirgsvegetationen variieren stark von Wüsten bis hin zu Wäldern; auch innerhalb gleicher Klimata!